# Place Saint-Gervais
Place Saint-Gervais je náměstí v Paříži ve 4. obvodu. Náměstí je pojmenováno po svatém Gervásiovi, neboť se nachází před kostelem svatého Gervásia a Protásia.

## Poloha
Na lichoběžníkové náměstí ústí ulice Rue François-Miron, Rue de Brosse a Rue de Lobau. Pod náměstím se nachází podzemní parkoviště firmy Vinci, jehož vjezd se nachází v Rue de Lobau.

## Historie
Náměstí se dlouho nazývala carrefour de l'Orme (křižovatka u Jilmu) nebo carrefour de l'Orme-Saint-Gervais podle tradičního jilmu, který roste před vstupem do kostela svatého Gervásia a Protásia. Křižovatka je zmíněna v Le Dit des rues de Paris pod názvem „Ourmetiau“. Kolem roku 1790 byl strom poražen, aby se prostor zvětšil a vyčistil.
Do 19. století bylo toto náměstí malým prostorem před portálem kostela svatého Gervásia a Protásia. V letech 1850–1854 bylo zvětšeno při výstavbě Rue Lobau.
Dne 9. května 1881 náměstí získalo název Place Saint-Gervais.

## Významné stavby
- Na severu obklopují náměstí kasárna pro republikánskou gardu (caserne Napoléon) z let 1852–1854
- Na jihu se nacházejí bývalá kasárna (caserne Lobau) z roku 1861, které využívá radnice 4. obvodu
- kostel svatého Gervásia a Protásia
- Jilm Saint-Gervais (současný strom byl vysazen v roce 1935)